# Tatort

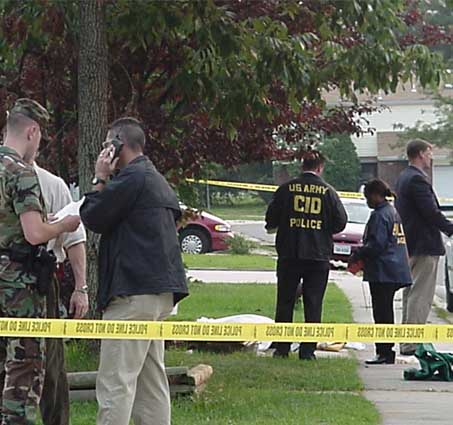
Spurensicherung an einem Tatort durch das United States Army Criminal Investigation Command

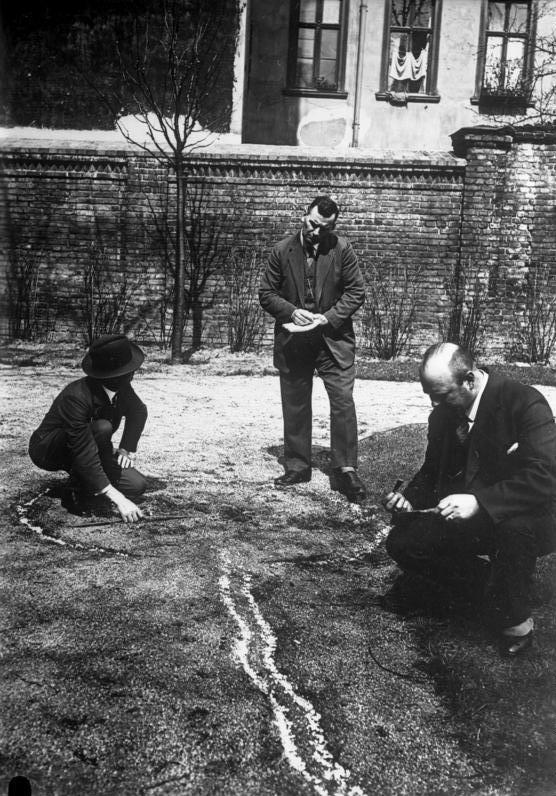
Spurensicherung an einem Tatort mit Kampfplatz und Schleifspuren, Hochschule für Kriminalisten, Berlin 1932

Tatort ist in der Kriminalistik der Ort, an dem der Täter eine Straftat unmittelbar begangen hat.

## Allgemeines
Es ist der Ort, an welchem der Täter beim Begehungsdelikt gehandelt hat oder beim Unterlassungsdelikt hätte handeln müssen und der Taterfolg eingetreten ist oder nach der Vorstellung des Täters hätte eintreten sollen. Bei einer Straftat kann es durchaus mehrere Tatorte geben, wenn der Tathergang dies erforderlich machte. Im Deliktsstadium ist der Tatort ein wichtiger Beweisstandort, weil hier oft die meisten Spuren zu ermitteln sind. Der Tatort im weiteren Sinne umfasst sämtliche Örtlichkeiten vor, während oder nach der Tat, wie den Vorbereitungsort, der Weg des Täters an das Tatobjekt, die weitere Umgebung des Tatortes, der Fundort des Tatopfers, der Fluchtweg des Täters, Fluchtfahrzeuge, Versteck der Beute oder der Ort der Tatmittel.
Der Begriff wird nicht nur im Zusammenhang mit der polizeilichen Ermittlungsarbeit, sondern auch in der Kriminologie und der Kriminalstatistik verwendet.

## Abgrenzung
Abzugrenzen ist der Begriff des Tatorts von dem des Fundorts, etwa einer Leiche oder eines Beweisstücks. Fundort und Tatort sind nicht immer identisch. Fundort ist kriminalistisch der Ereignisort, an welchem Gegenstände, Sachen oder Personen aufgefunden werden, die mit einer Straftat in Verbindung stehen oder gebracht werden können. Beispielsweise ist bei einer Leiche zu prüfen, ob sie lediglich am Fundort aufgefunden wurde und der Tatort ein anderer ist. Die Abweichung zwischen Fundort und Tatort lässt darauf schließen, dass der Täter noch Transportmittel benötigte, mit denen er auf Straßen oder Wegen die Leiche zum Fundort verbracht hat. Der Fundort wiederum muss nicht zwangsläufig mit dem Ablegeort identisch sein, etwa wenn eine Leiche in ein fließendes Gewässer geworfen und anderenorts angeschwemmt wird. Ein neutraler Begriff, der Verwendung finden sollte, wenn (noch) nicht geklärt ist, ob es sich um den Tat-, Ablage- oder Fundort handelt, ist der des Ereignisorts. Ereignis- oder auch schlicht Einsatzort nennt man auch den Ort, an dem ein nicht sanktionsbewehrtes Ereignis wie beispielsweise eine Naturkatastrophe stattfindet oder stattgefunden hat.

## Rechtsfragen
Der räumliche Geltungsbereich des deutschen Strafgesetzbuchs ergibt sich aus dem in §§ 3–9 StGB geregelten Strafanwendungsrecht. Das deutsche Strafrecht gilt danach nicht nur, wenn der Ort der Tat im Inland liegt (§ 3 StGB), sondern auch auf deutschen Schiffen und Luftfahrzeugen (§ 4 StGB) und für bestimmte im Ausland gegangene Taten (§§ 5–7 StGB).
Die Legaldefinition des Tatorts findet sich in § 9 Abs. 1 StGB. Danach ist eine Tat an jedem Ort begangen, an dem der Täter gehandelt hat oder im Falle des Unterlassens hätte handeln müssen oder an dem der zum Tatbestand gehörende Taterfolg eingetreten ist oder nach der Vorstellung des Täters eintreten sollte. Eine gleichlautende Formulierung ist auch im Ordnungswidrigkeitenrecht zu finden (§ 7 Abs. 1 OWiG). In § 7 Abs. 1 StPO ist von einem Ort die Rede, an dem „die Straftat begangen ist“. In § 7 Abs. 2 StGB wird klarstellt, dass das deutsche Strafrecht auch für Straftaten gilt, die im Ausland gegen einen Deutschen begangen werden, wenn die Tat am ausländischen Tatort mit Strafe bedroht ist oder der Tatort keiner Strafgewalt unterliegt.
Zu unterscheiden ist zwischen dem juristischen Tatort im Sinne des § 7 Abs. 1 StGB, dem Ereignisort und dem kriminalistischen Tatort. Im Strafrecht ist für die Teilnahme sowohl der Tatort als auch der Ort der Teilnahmehandlung maßgeblich. Ereignisort ist ein Raum (Wohnraum oder Geschäftsraum) oder Ort, wo ein kriminalistisch relevantes Ereignis stattfand. Von Bedeutung ist der Tatort sowohl für die Anwendbarkeit des Strafrechts als auch für die örtliche Zuständigkeit der Polizei und Staatsanwaltschaft (§ 143 GVG) und damit – nach der gesetzlichen Regelung indirekt – auch der Gerichte in Strafsachen. Der Tatort ist Bestandteil des Ersten Angriffs. § 200 Abs. 1 Satz 1 StPO nennt Tatzeit und Tatort als Konkretisierungsmerkmale der Anklageschrift, jedoch stehen diese Merkmale nicht allein. Andere Umstände, insbesondere Einzelheiten der Tatbegehung, dienen ebenfalls der Tatkonkretisierung. Tatzeit und Tatort als Umgrenzungsmerkmale können dadurch ergänzt oder ersetzt werden.
Ausnahmen sind zum Beispiel Terrorismus und Spionage. Im Rahmen der Vorermittlungen ist die örtlich zuständige Polizei gemäß § 163 StPO (ggf. in Verbindung mit § 46 OWiG) für die Verfolgung von Tat und Täter zuständig.
Begehungsort nach dem Ubiquitätsprinzip ist nicht nur der Ort, an dem die Handlung begangen oder unterlassen wurde, sondern auch der Ort, an dem ein tatbestandsmäßiger Erfolg eingetreten ist oder nach dem Vorstellungsbild der Beteiligten eintreten sollte.

## Tatortarbeit

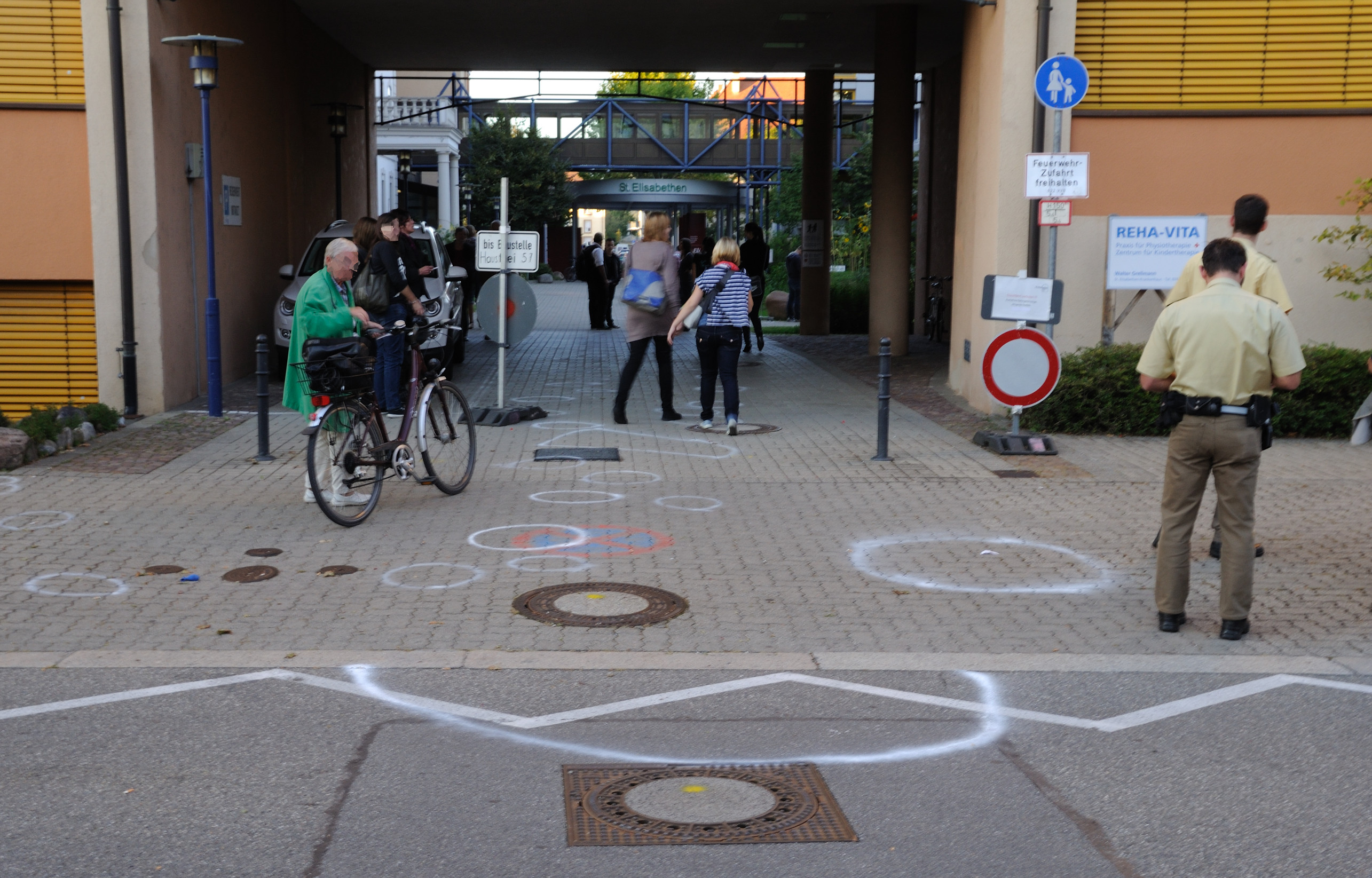
Tatortarbeit der Polizei an einem Tatort des Amoklaufs von Lörrach

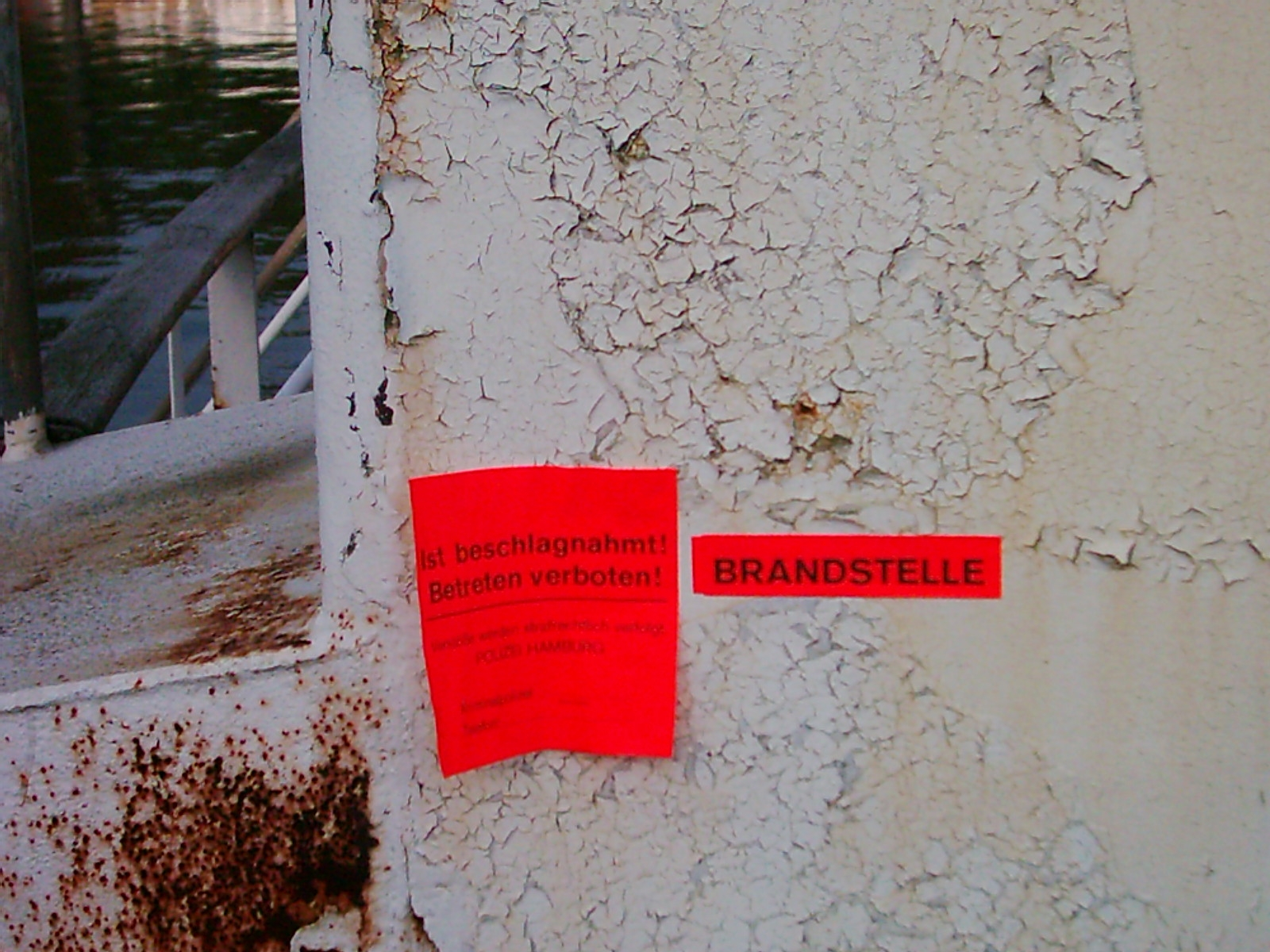
Beschlagnahmte Gegenstände, die zum Wegschließen zu sperrig sind, werden entsprechend gekennzeichnet

Die Tatortarbeit ist eine Aufgabe der Polizei, die einen Polizeieinsatz aufbaut und durchführt. Beim Erstzugriff auf den Tatort hat vielfach die Schutzpolizei den Sicherungsangriff, den Auswertungsangriff dagegen die Kriminalpolizei. In praktisch jedem Fall ist die örtliche Polizeidienststelle der Schutzpolizei vor Ort. Sie übergibt den Tatort an die Kriminalpolizei mitsamt Beweismitteln und Berichten sowie zum Teil Personen.
Am Tatort erfolgt der sogenannte Erste Angriff. Polizeitaktisch wird ein Tatort unmittelbar nach Eintreffen der Einsatzkräfte durch innere und äußere Absperrung sowie Sicherstellung bzw. Beschlagnahme gesichert. Außerdem wird der Tatort nach Beweismitteln abgesucht und es wird ein Trampelpfad (Spurengasse) eingerichtet, um weder vorhandene Spuren zu verfälschen noch eigene zu setzen. Am Zugang findet eine Kontrolle der Personen statt, die den Tatort betreten oder verlassen wollen. Außerdem wird bei Sofortlagen eine Tatortbereichsfahndung eingeleitet. Des Weiteren ist es wichtig, die Situation des Tatortes zu beschreiben (sog. Tatortbefund) sowie eventuelle Täter aus dem Kreis der Schaulustigen zu ermitteln, da manche Täter den weiteren Ablauf nach ihrer Tat beobachten.
Der Tatort ist im Strafverfahren vor allem der dort vorhandenen Spuren wegen Ausgangspunkt für Ermittlungsverfahren der Strafverfolgungsbehörden. Vor allem hier können Beweismittel für das Stattfinden einer Tat und für die Täterschaft gefunden werden. Diese Spuren ermöglichen im idealen Fall eine direkte Überführung eines Tatverdächtigen bzw. Beschuldigten oder führen unter Umständen auch zu weiteren Ermittlungsansätzen, die zumindest eine Personenfahndung ermöglichen. In jüngster Zeit wird im Falle von Sexual- und Gewaltdelikten die Nützlichkeit von Tatortdaten auch in Bezug auf die forensische Psychiatrie diskutiert, da sie behandlungsrelevante Hinweise auf die psychologischen Hintergründe der Straftat geben.
Bestimmte Straftaten werden nur von der Kriminalpolizei bearbeitet. Hierzu gehören auch kriminalistische Ermittlungen vor Ort. Sofern der Erste Angriff durch Kräfte der Schutzpolizei erfolgt, findet vor Ort eine Tatort-Übergabe an die Kräfte der Kriminalpolizei statt. Dieser Informationsaustausch geschieht mithilfe eines schriftlichen, meist mehrseitigen Erstzugriffsberichtes und/oder mündlich vor Ort. Hierbei werden ggf. auch Spuren sowie Personalien von Beschuldigten, Zeugen und Auskunftspersonen übergeben. Anschließend wird der Auswertungsangriff vorgenommen, der vornehmlich die Spurensicherung beinhaltet. In der Regel wird ein Tatortbefundsbericht erstellt. Deutschlandweit ist die Anleitung Tatortarbeit-Spuren (ATOS), herausgegeben vom Bundeskriminalamt, verbindlich.

## Kriminalstatistik
Die Kriminalstatistik untersucht beispielsweise die Tatort-Wohnsitz-Beziehung des Tatverdächtigen. Danach wohnten 2017 insgesamt 63,4 % aller Tatverdächtigen in der Tatortgemeinde, bei Mord lag die Quote bei 58,9 %.

## International
Bei der Internetkriminalität ist der Tatort seit langem ein Hauptproblem, weil dieser sich meist in einem anderen Staat befindet.
Die Kriminalistik bedient sich der Erkenntnisse der Logik, Biologie, Chemie, Physik oder Technik, so dass international die gleichen Bedingungen theoretisch auch für den Tatort gelten. Für das Umfeld der Tat hat sich der Begriff der Tatszene durchgesetzt, wobei das zunächst Territorialitätsprinzip gilt.